# Royal Newfoundland Constabulary
 (mai 2024).
Si vous disposez d'ouvrages ou d'articles de référence ou si vous connaissez des sites web de qualité traitant du thème abordé ici, merci de compléter l'article en donnant les références utiles à sa vérifiabilité et en les liant à la section « Notes et références ».
La Royal Newfoundland Constabulary en français : « Police royale de Terre-Neuve » constitue le corps de police de la province de Terre-Neuve-et-Labrador. Avec l'Ontario et le Québec, cette dernière est l'une des trois provinces canadiennes à posséder son propre corps de police indépendant de la Gendarmerie royale du Canada. Son quartier général se trouve à St. John's, la capitale provinciale.

## Histoire
Fondée en 1729, la RNC a porté les noms de  Newfoundland Constabulary Mounted Force (1873-1894), New Fire Brigade Mounted Force (1895-1922) et de Newfoundland Constabulary (1922-1951).
Ayant été réorganisée en 1844 sur le modèle de la Royal Irish Constabulary, plusieurs de ses chefs furent recrutés parmi d'anciens officiers de police irlandais.  Elle a entretenu ainsi des relations avec la Police royale d'Ulster. Ses liens se maintiennent avec le Service de police d'Irlande du Nord. Enfin, elle coopère régulièrement avec la Garda Síochána depuis 2005.
En 1979, la reine Élisabeth II lui accorda le privilège de devenir royale.

## Effectif et juridiction
Avec seulement 400 constables, répartis entre 7 postes de police, la Royal Newfoundland Constabulary ne peut opérer que dans les grandes zones urbaines :
- Région métropolitaine de St. John's (St. John's, Mount Pearl)
- Corner Brook
- Labrador West (Labrador City, Wabush, Churchill Falls)

Ainsi, la province a conclu une entente avec la Gendarmerie royale du Canada (GRC) pour que cette dernière patrouille dans le reste de la province.

## Moyens
À l'instar de la GRC, la RNC  comporte une unité montée formée de quatre officiers et autant de percherons. Néanmoins, l'essentiel de ses policiers patrouillent au volant de  :
- Chrysler PT Cruiser
- Dodge Charger
- Chevrolet Impala
- Chevrolet Lumina
- Chevrolet Silverado
- Chevrolet Suburban

Mais aussi de :
- Ford Crown Victoria Police Interceptor
- Ford E-Series
- Ford Expedition
- Ford Explorer
- Ford F-Series
- Ford Taurus
- Jeep Cherokee
- Toyota Tundra
- Toyota Echo
- Hyundai Elantra

## Armement
Les armes de service de la RNC sont les pistolets Sig-Sauer P226 et le fusil à coulisse Remington 870 (présent à bord de chaque patrouilleuse).